# Stanhopea horichiana
Stanhopea horichiana är en orkidéart som beskrevs av Rudolph Jenny. Stanhopea horichiana ingår i släktet Stanhopea och familjen orkidéer.
Artens utbredningsområde är Costa Rica. Inga underarter finns listade i Catalogue of Life.

## Bildgalleri

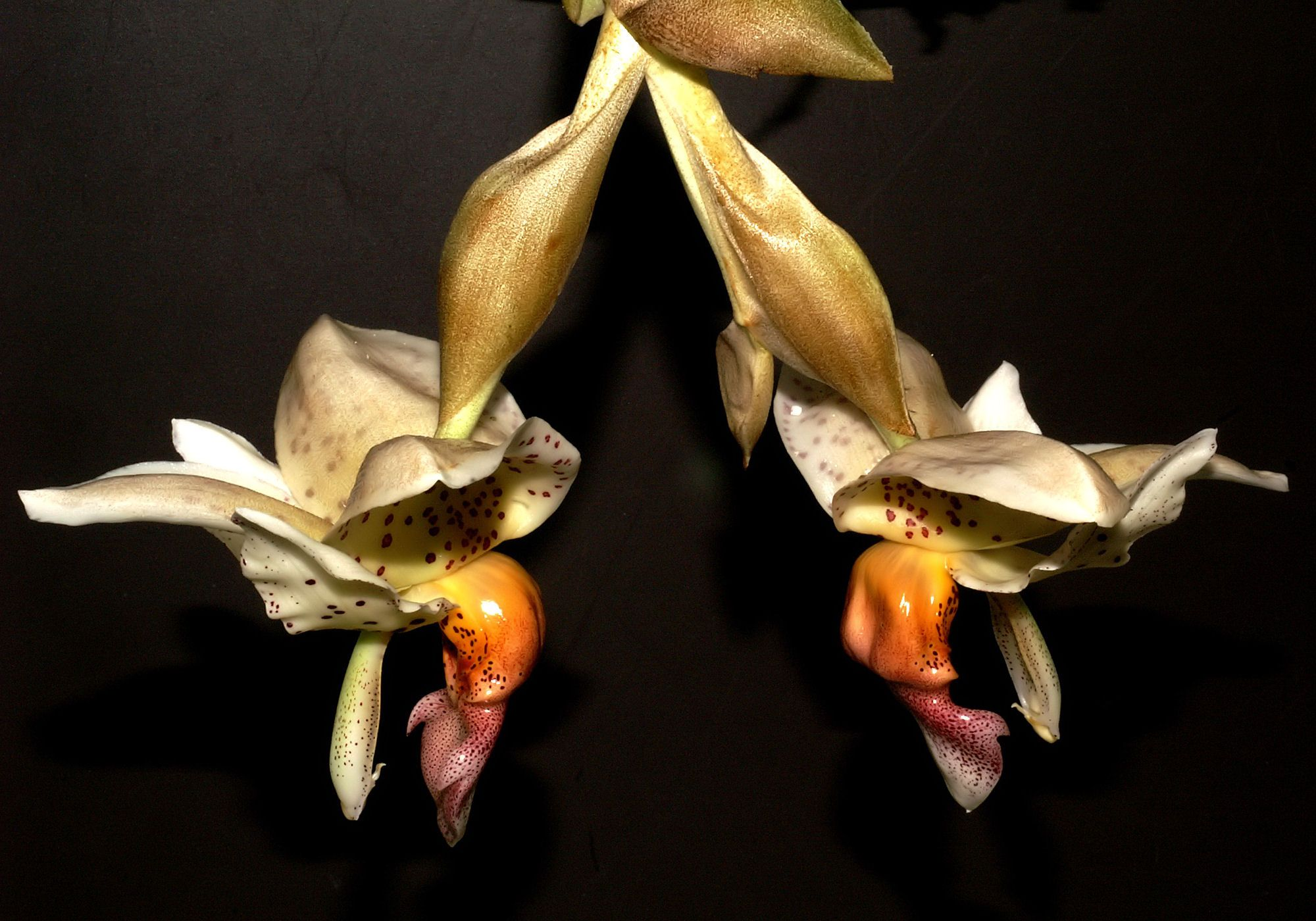
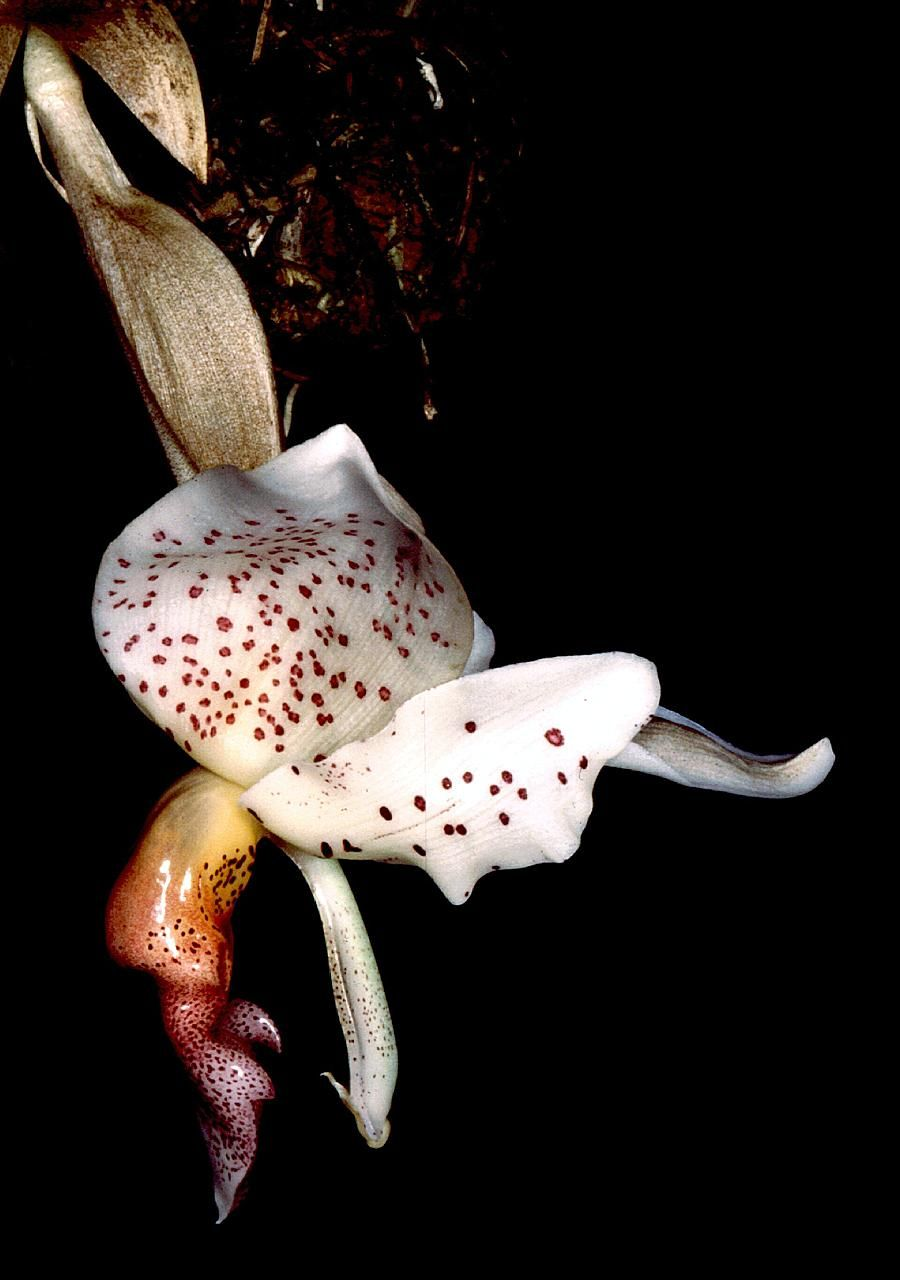